# Georg Jacob Decker der Jüngere
Georg Jacob Decker der Jüngere (* 9. November 1765 in Berlin; † 26. August 1819) war ein Buchdrucker und Verleger in Preußen. Er war der Sohn des gleichnamigen Gründers der Geheimen Hofbuchdruckerei des preußischen Königshauses, Georg Jacob Decker.
Nachdem Georg Jacob Decker der Ältere 1792 das Unternehmen an seinen Sohn übergeben hatte und 1799 gestorben war, erweiterte dieser das Geschäft nochmals. Unter anderem gründete er 1794 die Hofbuchdruckerei in Posen, übernahm 1809 die damals von Michael Gottlieb Sommer geführte Hofbuchdruckerei in Potsdam, und führte neue Drucktechniken wie Stereotypie und Stanhope-Presse ein.
Georg Jacob Decker der Jüngere starb 1819 im Alter von 53 Jahren in Berlin. Beigesetzt wurde er auf dem Dreifaltigkeitsfriedhof vor dem Potsdamer Tor. Auch sein Vater war zwanzig Jahre zuvor dort bestattet worden. Beide Gräber gingen spätestens bei der Einebnung des Friedhofs im Jahr 1922 verloren.
Nach seinem Tod führten seine beiden Söhne Karl Gustav Decker und Rudolf Ludwig Decker das Unternehmen weiter.
Zum hundertjährigen Firmenjubiläum 1863 wurde Rudolf Ludwig Decker der erbliche Adelstitel verliehen. Nach dessen Tod wurde 1877 die Druckerei vom Deutschen Reich gekauft und auf Initiative des damaligen General-Postmeisters Heinrich von Stephan am 1. April 1879 durch Zusammenschluss mit der 1852 gegründeten Königlich preußischen Staatsdruckerei zur Deutschen Reichsdruckerei vereint, aus der nach dem Zweiten Weltkrieg die heutige Bundesdruckerei entstand.

## Quelle
- Meyers Konversations-Lexikon, 1888, S. 4605.